# Myrmecia inquilina
La Myrmecia inquilina es una especie de hormiga endémica de Australia de la subfamilia Myrmeciinae, descubierta por primera vez en 1955 y descrita por Athol Douglas y William Brown Jr. en 1959. Estas hormigas son grandes y miden 21,4 milímetros (0,84 pulgadas). En el momento de su descubrimiento, Douglas y Brown anunciaron que la M. inquilina era el primer parásito social entre las subfamilias primitivas, y hoy en día es una de las dos especies de Myrmecia conocidas que no tienen casta de obreras. Se conocen dos especies hospedadoras, Myrmecia nigriceps y Myrmecia vindex. No se producen agresiones entre M. inquilina y sus especies hospedadoras, y las colonias sólo pueden producir cría de M. inquilina meses después de que las reinas inquilinas empiecen a poner sus huevos. Las reinas se comen la cría de la colonia o los huevos tróficos, y otras especies de Myrmecia pueden matar a las reinas de M. inquilina si las rechazan. Debido a su distribución restringida y a las amenazas a su hábitat, la hormiga es «vulnerable» según la Lista Roja de la UICN.

## Taxonomía

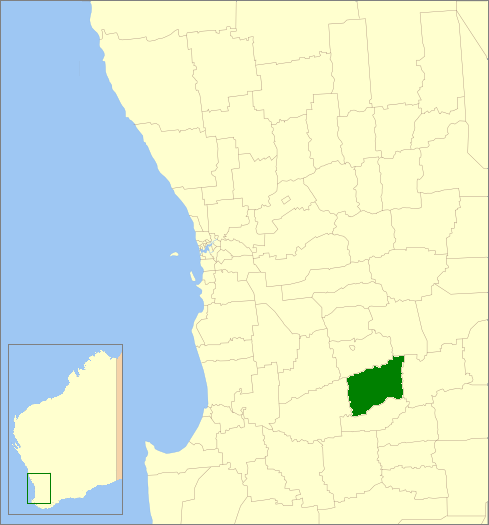
Ubicación de Wagin

Antes del descubrimiento de la M. inquilina, los científicos creían que las hormigas parásitas no existían en las subfamilias de hormigas primitivas y sólo se conocían en Dolichoderinae, Formicinae y Myrmicinae; muchos autores creían que las hormigas primitivas carecían de cierto rasgo que impediría la formación de hormigas parásitas, pero el descubrimiento de M. inquilina insinúa ahora posibles formas de vida parásitas en Ponerinae y algunas hormigas arrieras.  Brown recolectó los primeros especímenes en 1955 en grandes árboles caídos en Australia Occidental, y se anunció oficialmente como la primera hormiga parásita entre las subfamilias primitivas en 1956.  En 1959, el naturalista australiano Athol Douglas y el entomólogo estadounidense William Brown Jr. proporcionaron la primera descripción de la hormiga en un artículo de la revista Insectes Sociaux. Su epíteto específico inquilina deriva de la palabra inquilinus, que significa «inquilino». Este nombre hace referencia a la naturaleza parasitaria de la especie, que vive dentro de una colonia como «huésped» de otra especie.
Brown descubrió la hembra holotipo de un nido de M. vindex el 23 de marzo de 1955 al noroeste de Wagin en Badjanning Rocks, Australia Occidental. El espécimen se encuentra actualmente en el Museo de Australia Occidental en Perth. Junto con el holotipo se recogieron también dos hembras paratípicas dealadas, muy parecidas entre sí excepto por las mandíbulas y la coloración. La dentición mandibular varía entre los tres, y uno de los paratipos es más oscuro que el holotipo. En 1991, una publicación que revisaba los grupos de especies asignó M. inquilina al grupo de especies de M. cephalotes. Sin embargo, los entomólogos la colocaron en el grupo de especies de M. gulosa un mes después de colocarla en el grupo de especies de M. cephalotes.

## Descripción
La Myrmecia inquilina es una especie grande, aunque más pequeña que su hospedador. La longitud del cuerpo de la hormiga es de 21,4 milímetros (0,84 pulgadas), la cabeza, incluido el clípeo, es de 2,9 milímetros (0,11 pulgadas), el escapo antenal de 3,5 milímetros (0,14 pulgadas) y el diámetro de los ojos es de 1,25 milímetros (0,05 pulgadas). Las mandíbulas son delgadas y tienen de cuatro a cinco dientes agudos. Las antenas son morfológicamente similares a las de M. vindex, pero en comparación son más pequeñas; el nudo peciolar también es más largo y ancho. El postpetiolo es subtriangular y más estrecho que los observados en las reinas de M. vindex. El clypeus, las patas y las antenas están cubiertas de punctulates (manchas), y el postpetiolo y el gaster tienen menos punctulates. M. inquilina puede distinguirse de otras hormigas por su falta de pilosidad (pelos largos y suaves); sólo se encuentran pequeñas setas erectas sobre todo en las mandíbulas y el ápice gástrico, pero se pueden encontrar pelos cortos en las patas, y en el dorso, tórax y cérvix. La hormiga tiene una pubescencia (pelo corto y suave) más fina y abundante que M. vindex. La pubescencia es de color grisáceo, y es más corta y notable en el clípeo y los apéndices, mientras que es conspicua en el postpetilo y el gáster.
El color de la cabeza y el gáster es negro, cambiando a marrón rojizo en el clípeo y alrededor de las carenas frontales. El mesosoma (alitraco), el nódulo y las patas son pardo-rojizos y claros, con las patas amarillentas en algunas zonas. Las antenas y las mandíbulas son de color amarillo parduzco y los dientes tienen los bordes negros. En general, M. inquilina se distingue de los demás por su cabeza negra y su cuerpo casi sin pelos. Su color es similar al de M. nigriceps, pero M. nigriceps es más grande y está cubierto de pelo, además de tener la cabeza más redondeada que otras especies. M. inquilina no tiene casta de obreras, por lo que es un parásito sin obreras.
Se presume que cinco machos recogidos en un nido de M. vindex son M. inquilina, pero las similitudes entre las dos especies no permiten confirmar si los machos son M. inquilina. Aunque los machos recogidos son morfológicamente similares a los machos de M. vindex, la cabeza y el gáster son más oscuros, y dos ejemplares muestran un color marrón rojizo en la base del primer segmento gástrico, una característica que no se da en los machos de M. vindex. La genitalia es similar, pero un estudio más detallado puede distinguir estas características entre las dos hormigas.

## Distribución y hábitat
La Myrmecia inquilina sólo se encuentra en el suroeste de Australia Occidental, con el holotipo recogido a 225 kilómetros (140 millas) de Perth. La M. inquilina aparece en colonias con M. vindex y M. nigriceps, que se encuentran en el suelo, bajo troncos y rocas planas en bosques.  Se encuentran comúnmente en afloramientos de granito y zonas boscosas, con árboles como Corymbia calophylla, Acacia acuminata y una gran especie no identificada de Allocasuarina (posiblemente Allocasuarina huegeliana) presente. La localidad tipo estaba en una zona desbrozada con fines agrícolas, pero algunas zonas seguían siendo boscosas; había muchos árboles grandes caídos. La M. inquilina se encuentra normalmente en el interior de los nidos, a unos 25 centímetros (10 pulgadas) y puede encontrarse junto a la reina.

## Comportamiento y ecología
La Myrmecia inquilina es una de las dos especies de Myrmecia conocidas que no tiene casta de obreras, y es inquilina de las colonias de M. nigriceps y M. vindex. M. inquilina es una especie poligínica; las colonias pueden albergar entre dos y varias docenas de reinas, pero algunas de las que anidan en la colonia son originarias de ella. Debido a ello, algunas hembras de M. inquilina son hormigas ergatoides que pierden las alas tras eclosionar en sus capullos. Las reinas parásitas sólo pueden coexistir indefinidamente, pero las reinas M. inquilina sustituyen toda la cría del hospedador por sus propios huevos varios meses después de infiltrarse en el nido. Esto sólo ocurre si las reinas M. inquilina se comen o destruyen la cría puesta por su hospedador, e incluso las obreras cuidarán de la cría y la protegerán de posibles invasores. Las reinas de M. inquilina tienden a anidar cerca de la reina hospedadora y su cría, atendidas por hormigas obreras sin ningún tipo de agresión. Las observaciones sugieren que las reinas parásitas se alimentan de huevos tróficos puestos por las obreras. Las amenazas depredadoras sólo incluyen a otras especies de Myrmecia, que son rechazadas por una potencial colonia hospedadora. Por ejemplo, las obreras de M. regularis se apoderan inmediatamente de las reinas de M. inquilina y la matan en cuanto ambas especies entran en contacto.
La dispersión aérea es importante en esta especie, a pesar de su distribución restringida. Las reinas nunca buscan alimento fuera del nido ni lo abandonan, a menos que sufran graves privaciones. Antes del vuelo nupcial, las hembras completamente desarrolladas empiezan a aparecer durante el verano. Entre las 21 y las 22 horas de enero, las reinas y los machos empiezan a salir del nido y comienzan a aparearse. Las observaciones muestran que los alados se suben a objetos como lámparas fluorescentes encendidas y comienzan a volar tras media hora de correr sin parar. Cuando las reinas buscan un nido hospedador o deambulan abiertamente, los forrajeadores de M. vindex pueden identificar a una reina y apoderarse de ella; este comportamiento sugiere que las obreras reclutan activamente reinas fecundadas para su nido. Las colonias hospedadoras tienden a ser más pequeñas y a estar más depauperadas en comparación con otras colonias sin reinas inquilinas, pero las colonias hospedadoras pueden seguir produciendo crías de alados.

## Situación
La Myrmecia inquilina es la única especie de su género catalogada como «vulnerable» por la Lista Roja de la UICN. Sin embargo, es necesario actualizarla. La pérdida de hábitat puede ser la causa de que la hormiga esté potencialmente en peligro; Douglas y Brown señalan que una contaminación por aerosol de dieldrina para controlar la hormiga argentina destruyó muchos nidos que albergaban M. inquilina, y las quemas son también una amenaza para las colonias que albergan M. inquilina.